# Karpato-Oekraïne
Karpato-Oekraïne (Oekraïens: Карпатська Україна, Karpats’ka Ukrayina) was een in 1927 uit het Hongaarse landsdeel Subkarpatië gevormde en autonome provincie binnen het nieuwe Tsjechoslowakije. Na de ineenstorting en verdeling van die staat riep de regio zich op 15 maart 1939 uit tot zelfstandige staat; deze onafhankelijkheidsverklaring kwam na het uitroepen van de onafhankelijkheid van Slowakije op diezelfde dag. Deze verklaring werd onmiddellijk ongedaan gemaakt door een bezetting van Hongaarse troepen. Het gebied werd aldus gereannexeerd en bleef onder Hongaarse controle tot de Duitse bezetting van Hongarije in 1944. De moderne gebruikelijke naam is Karpato-Roethenië omdat de bevolking zich als een afzonderlijk deel van de Oekraïense natie beschouwt, verwant met de andere zich Roethenen noemende bevolking van de westelijke Oekraïne (Galicië).